# Larisa Latynina

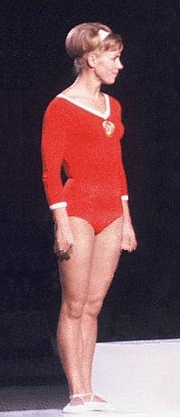
Larisa Latynina nos Jogos Olímpicos de 1964

Larisa Semyonovna Latynina (em russo: Лари́са Семёновна Латы́нина; Kherson, 27 de dezembro de 1934) é uma ex-ginasta soviética nascida na Ucrânia.
Participou em três Jogos Olímpicos (Melbourne 56, Roma 60 e Tóquio 64) representando a antiga União Soviética, conquistando um total de dezoito medalhas – sendo nove de ouro – que a tornaram a maior medalhista olímpica de todos os tempos por décadas. Em 2012, o nadador norte-americano Michael Phelps superou sua marca.
Latynina também foi uma das ginastas mais bem sucedidas em campeonatos mundiais e europeus (catorze no total em cada uma das competições), sendo dez delas, em  mundiais, de ouro.

## Carreira
Larisa iniciou sua carreira como bailarina e só em seguida, optou pela modalidade artística da ginástica. Já graduada, mudou-se para a cidade de Kiev, para estudar no Instituto Politécnico Lenin e continuar a treinar. Lá, Latynina praticava na Sociedade Esportiva Voluntária Burevestnik. No ano de 1954, aos dezenove anos, veio sua primeira oportunidade de competir internacionalmente em uma disputa de grande porte: O Campeonato Mundial de Ginástica Artística - de edição realizada em Roma, Itália -, no qual conquistou sua primeira medalha de ouro, por equipes.
Mais tarde, em 1958, foram seis as conquistas, sendo cinco ouros e uma prata. No total das três edições de que participou em campeonatos mundiais, Larisa é tetra-campeã por equipes e bicampeã do concurso geral, além de campeã no solo, na trave, no salto e nas barras assimétricas.
Após os Jogos de Tóquio, em 1964, onde ganhou suas duas últimas medalhas de ouro olímpicas, além de mais duas de bronze, Larisa retirou-se das competições em Olimpíadas e após participar do Campeonato Mundial de Ginástica Artística de 1966, tornou-se técnica da equipe nacional de ginástica da União Soviética até 1977 e organizou a competição de ginástica dos Jogos Olímpicos de Moscou, em 1980.
Em 1998, a já ex-treinadora e ginasta fora incluída no International Gymnastics Hall of Fame, onde, junto a ela, encontram-se sua ex-companheira de equipe Polina Astakhova e sua "rival" dos tempos de competições, Ágnes Keleti. No ano 2000, Latynina recebeu do presidente russo, Vladimir Putin, a Ordem de Honra e apareceu em um episódio do documentário alcanços Vermelhos (sobre a época soviética), no qual relatava suas experiências como ginasta e técnica da extinta União Soviética. Em 15 de agosto de 2008, Larisa parabenizou o nadador Michael Phelps, que quebrou seu recorde de medalhas de ouro ganhas em Olimpíadas.
Mais recentemente, Larisa foi naturalizada russa, teve dois filhos - um rapaz e uma moça - e vive na cidade de Semenovskoye, nos arredores de Moscou.

## Principais resultados
| Ano  | Evento                                    | AA                | Equipe           | Salto sobre o cavalo. | Trave.            | Barras assimétricas. | Solo.             |
| ---- | ----------------------------------------- | ----------------- | ---------------- | --------------------- | ----------------- | -------------------- | ----------------- |
| 1955 | Campeonato Nacional Soviético             | Medalha de prata  |                  | Medalha de prata      | Medalha de prata  | Medalha de prata     | Medalha de bronze |
| 1955 | Copa Soviética                            | 4º                |                  |                       |                   |                      |                   |
| 1956 | Jogos Olímpicos                           | Medalha de ouro   | Medalha de ouro  | Medalha de ouro       | Medalha de prata  |                      | Medalha de ouro   |
| 1956 | Campeonato Nacional Soviético             |                   |                  | Medalha de ouro       |                   | Medalha de prata     | Medalha de ouro   |
| 1956 | Copa Soviética                            | Medalha de ouro   |                  |                       |                   |                      |                   |
| 1957 | Campeonato Europeu                        | Medalha de ouro   |                  | Medalha de ouro       | Medalha de ouro   | Medalha de ouro      | Medalha de ouro   |
| 1957 | Campeonato Nacional Soviético             | Medalha de prata  |                  |                       | Medalha de ouro   |                      | Medalha de ouro   |
| 1958 | Campeonato Mundial de Ginástica Artística | Medalha de ouro   | Medalha de ouro  | Medalha de ouro       | Medalha de ouro   | Medalha de ouro      | Medalha de prata  |
| 1958 | Campeonato Soviético                      |                   |                  | Medalha de ouro       | Medalha de ouro   |                      | Medalha de ouro   |
| 1959 | Campeonato Nacional Soviético             |                   |                  | Medalha de prata      |                   |                      |                   |
| 1960 | Jogos Olímpicos                           | Medalha de ouro   | Medalha de ouro  | Medalha de bronze     | Medalha de prata  | Medalha de ouro      |                   |
| 1960 | Campeonato Nacional Soviético             | Medalha de prata  |                  | Medalha de ouro       |                   | Medalha de prata     | Medalha de bronze |
| 1960 | Copa Soviética                            | Medalha de prata  |                  |                       |                   |                      |                   |
| 1961 | Campeonato Europeu                        | Medalha de ouro   |                  |                       | Medalha de prata  | Medalha de prata     | Medalha de ouro   |
| 1961 | Campeonato Nacional Soviético             | Medalha de ouro   |                  | Medalha de prata      | Medalha de bronze | Medalha de ouro      |                   |
| 1961 | Copa Soviética                            | Medalha de ouro   |                  |                       |                   |                      |                   |
| 1962 | Campeonato Nacional Soviético             | Medalha de ouro   |                  | Medalha de bronze     |                   | Medalha de ouro      | Medalha de prata  |
| 1962 | Copa Soviética                            | Medalha de prata  |                  |                       |                   |                      |                   |
| 1962 | Campeonato Mundial de Ginástica Artística | Medalha de ouro   | Medalha de ouro  | Medalha de prata      | Medalha de prata  | Medalha de bronze    | Medalha de ouro   |
| 1963 | Campeonato Nacional Soviético             | Medalha de prata  |                  |                       |                   | Medalha de prata     | Medalha de bronze |
| 1964 | Jogos Olímpicos                           | Medalha de prata  | Medalha de ouro  | Medalha de prata      | Medalha de bronze | Medalha de bronze    | Medalha de ouro   |
| 1964 | Campeonato Nacional Soviético             | Medalha de prata  |                  | Medalha de prata      |                   | Medalha de ouro      |                   |
| 1964 | Copa Soviética                            | Medalha de bronze |                  |                       |                   |                      |                   |
| 1965 | Campeonato Europeu                        | Medalha de prata  |                  | Medalha de bronze     | Medalha de prata  | Medalha de prata     | Medalha de prata  |
| 1966 | Campeonato Nacional Soviético             |                   |                  |                       |                   | Medalha de bronze    |                   |
| 1966 | Copa Soviética                            | 5º                |                  |                       |                   |                      |                   |
| 1966 | Pré-Mundial                               | 6º                |                  |                       |                   |                      |                   |
| 1966 | Campeonato Mundial de Ginástica Artística |                   | Medalha de prata |                       |                   |                      |                   |